# Phryxe larvicola
Phryxe larvicola är en tvåvingeart som beskrevs av Robineau-desvoidy 1830. Phryxe larvicola ingår i släktet Phryxe och familjen parasitflugor.
Artens utbredningsområde är Frankrike. Inga underarter finns listade i Catalogue of Life.